# Oestringen
Oestringen war eine 1933 errichtete und 1948 wieder aufgelöste Gemeinde im Landkreis Friesland.
Durch das Oldenburgische Gesetz zur Vereinfachung und Verbilligung der Verwaltung vom 27. April 1933 wurden die Gemeinden Cleverns, Sande, Sandel und Schortens zu einer neuen Gemeinde zusammengeschlossen, die in Anlehnung an den alten friesischen Gau Östringen den Namen Oestringen erhielt.
Oestringen hatte 1939 8965 Einwohner.
1948 wurde die Gemeinde Oestringen in die drei Gemeinden Cleverns-Sandel, Sande und Schortens aufgeteilt. Cleverns-Sandel wurde 1972 nach Jever eingemeindet.